# Торнадо (жіночий футбольний клуб)
«Торнадо» (Київ)  — український жіночий футбольний клуб з Києва. Заснований 1988 року в смт Баришівка, Київська область.

## Хронологія назв
- 1988—1990 — «Нива» (Баришівка)
- 1991 — «Нива-Олімп» (Київ)
- 1992 — «Олімп» (Київ)
- 1993 — «Торнадо» (Київ)

## Історія
У 1988 році клуб взяв участь у Другому всесоюзному турнірі на призи тижневика «Собеседник» і зайняв 5 місце. Склад команди зразка 1988 року: С. Горбаченко, О.Харченко, Л.Ересько, Л.Кирилюк, О.Кирилюк, Л.Кочетова, Г.Приходько, С.Кідра, В.Дмитриенко, Т.Швець, Л.Лукаш, Н.Куценко, Е.Осинцева, Т.Дергач, С.Дергач, Т.Резникова. У 1989 році клуб виграв Чемпіонат ВДФСОП. У 1990 році виграв перший Чемпіонат СРСР. Успіхи були помічені в Києві, куди в 1991 році і був переведений клуб. Найбільша перемога у вищій лізі в 1991 році над «Вікторією» (Кашира) 8:0. Останній успіх припав на 1993 році. З фінансових причин клуб розформований. Місце у вищій лізі передано іншому київському клубу.

## Досягнення
- Чемпіонат СРСР
  -  Чемпіон (1): 1990

- Вища ліга Україна
  -  Бронзовий призер (1): 1993

## Статистика виступів
| Сезон   | Назва               | Турнір  | Дивізіон | Місце   | Іг  | В  | Н  | П  | РМ     | О  | Кубок країни      | Примітки |
| ------- | ------------------- | ------- | -------- | ------- | --- | -- | -- | -- | ------ | -- | ----------------- | -------- |
| 1989    | «Нива» (Баришівка)  | ВДФСОП  | вища     | з 30    | 23  | 14 | 7  | 2  | 35—13  | 35 | не проводився     | [ 2 ]    |
| 1990    | «Нива» (Баришівка)  | СРСР    | вища     | з 24    | 23  | 16 | 2  | 5  | 34—12  | 34 | не проводився     | [ 3 ]    |
| 1991    | «Олімп-Нива» (Київ) | СРСР    | вища     | 17 з 24 | 22  | 7  | 6  | 9  | 28—29  | 20 | відбірковий тур   | [ 4 ]    |
| 1992    | «Олімп» (Київ)      | Україна | вища     | 4 з 10  | 18  | 7  | 5  | 6  | 26—18  | 29 | відбірковий раунд | [ 5 ]    |
| 1993    | «Торнадо» (Київ)    | Україна | вища     | з 13    | 24  | 14 | 5  | 5  | 39—16  | 33 | 1/4 фіналу        | [ 6 ]    |
| Загалом | 5 сезонів           | —       | —        | —       | 110 | 58 | 25 | 27 | 162—88 | —  | —                 | —        |

## Відомі гравчині
- Лариса Полікарпова будучи гравцем клубу викликалася до збірної викликалася в  збірну СРСР для участі в товариських матчах грала зі  збірною Польщі (вересень 1991)
- Галина Приходько та Людмила Покотило ставали чемпіонками СРСР, України і Росії.